# Polyptychus carteri
Polyptychus carteri är en fjärilsart som beskrevs av Butler 1882. Polyptychus carteri ingår i släktet Polyptychus och familjen svärmare. Inga underarter finns listade i Catalogue of Life.